# كيانيون
الكيانيون طائفة من ملوك الشاهنامه تبتدئ أسماؤهم بكلمة كى ويظن أنها لقب معناه مِلك ويقول المسعودى معناه العزيز. وجاءت في كتاب القيدا بلفظ كقى ومعناه فيها كاهن، لا سيما الكاهن الذي يوحى اليه حين يشرب شراب سومه المقدّس. وكذلك جاءت كلمة كقى في الأفستا بمعنى زنديق. وجاءت كذلك اسما لإنسان بعينه ولقبا لجماعة تنتمى اليه، بينهم بعض من ذكرتهم الشاهنامه باسم الكيانيين. ولا يوجد في الشاهنامه ما يفصل بين البيشداديين والكيانيين فصلا تاما. فسياق القصة لم يتغير بالانتقال من هؤلاء إلى هؤلاء. وكبار الأبطال والقادة الذين يحاربون في جيش قباد أوّل الكيانيين هم بقية أبطال العهد الأوّل. والفارق الذي تضعه الشاهنامه بين العهدين أن كرشاسب عاشر البيشداديين مات عن غير خلف صالح الملك وقد أغار التورانيون على إيران. فجمع زال غيم الأبطال الجيش وسار للحرب. ثم رأى أن الأمر لا يستقيم بغير مِلك يجمع كلمتهم. فأعلمه الموبذ أن في جبال ألبرز رجلا من ذرّية فريدون جديرا بالملك اسمه كيقباد. وقد تقدّم أن أفريدون أحد الملوك البيشداديين. فأرسل زال ابنه رستم لإحضار كيقباد. فلما جاء بايعه الملا من الجيش وصمدوا لحرب العدوّ. فليس في الأمر إذا إلا أن واحدا من ذرية البيشداديين ورث عرشهم. أن نوذر بن مِنوچهر قُتل وليس في أبنائه أهل للملك، فأحضر زال زوطهماسب فكان ملكا. وليس بين الحادثين فرق، فيما يظهر، إلا أن الشاهنامه والكتب الأخرى عدّت كيقباد أوّل أسرة من الملوك عرفت باسم الكيانيين. وأكثر الكتب يجعل كيقباد من نسل نوذر.
يوجد اختلافا كبيرا بين طائفة من الكيانيين وأخرى- اختلافا هو أجدر أن يكون فاصلا بين عهدين. فبعد كيخسرو ثالث الكيانيين تتغير أسباب الحرب، وميادينها، وأبطالها، في إيران وتوران. ويبدأ عهد جديد بولاية كاشتاسب الذي عهد اليه كيخسرو فأنكر عليه الإيرانيون وأبوا أن يبايعوا رجلا لا يعرفون له في الملوك نسبا، ولا يرون له عليهم فضلا. حتى أخبرهم كيخسرو- وهو في حال جعلت الإيرانيين يظنون به الجنون- أن لهراسب هذا من ذرّية هوشنغ ثاني الملوك البيشداديين.و يُذكر كركى في الأبستاق بلفظ كقى. ويظهر أنه اسم رجل بعينه. ففيها:«تعبد روح المقدّس كقى». و«نعبد روح المقدّس پورُستى بن كقى» و«نعبد روح كرستا بن كقى».و تذكر فيها أسماء أخرى يأتي بعضها في الفصول الآتية: وينبغى التنبيه إلى أن الأفستا- في زمياديست الذي يسميه درمستتر شاهنامه مختصرة- لم تلقب بلقب كقى إلا طائفة أوّلهم كيقباد وآخرهم كيخسرو. والملك لهراسب الذي خلف كيخسرو لم يلقب بهذا. وفي هذا تفريق بين الفئتين: كيخسرو ومن قلبه ولهراسب ومن بعده. وتصف الأفستا تجسد المجد الإلهى في الكيانيين، وما يكون في عهدهم من السعادة والرغد، واقتدارهم على محو التورانيين. وتجعل موطنهم عند بحيرة كاسَقا على نهر هئيتُمنَت حيث جبل أُشِد هَو الذي تحيط به المياه السائلة من الجبال. والبحيرة المذكورة بحيرة زِرِه في سيستان. والنهر نهر هلمَند، والجبل أُشى دارِنا أي الجبل الذي يمنح الفهم، وهو في سيستان كذلك. فموطن الكيانيين إذا شرق إيران. ولكن الشاهنامه تجعل موطن كيقباد جبال ألبرز. وقد تقدّم عن فريدون، أن أمه أخذته من الراعى وقالت أريد أن أفرّ به إلى الهند، وأحمله إلى جبل ألبرز. فليس بعيدا أن يكون الفردوسي أو من قبله تخيل ألبرز في الشرق. على أنه، في أساطير إيران، جبل محيط بالأرض. والكتب الأخرى تجعل مقامهم في الشرق، بلخ وما حولها. والشاهنامه تجعل حاضرة أوائلهم إصطخر.
ثم بعض سير الكيانيين في الشاهنامه يوافق التاريخ الحق، وبعضها يقاربه، وبعضها خرافة. فهم وسط بين أساطير البيشداديين وتاريخ الساسانيين في الشاهنامه وغيرها. وأعظم أبطال هذا العهد أسرة سام وأسرة أخرى هي أسرة كوذرز بن كشواذ. ومن هاتين الأسرتين وغيرهما عصبة تعرف باسم«الأبطال السبعة». ولكن هؤلاء الأبطال جميعا يختفون أو يتركون الميدان في العصر الثاني من عصرى الكيانيين- عصر لهراسب وخلفه. وأعظم أبطال هذا العصر إسفنديار ابن الملك كاشتاسب. وأن رستم يقتله بمعونة العنقاء. ثم ملوك الكيانيين تسعة تتفق عليهم الكتب إلا الجدول الذي يقول البيروني، في الآثار الباقية أنه نقله عن أهل المغرب، ويخلط فيه الكيانيين وملوك بابل ويَذكر في سياق الكيانيين بعض الأسماء المعروفة في تاريخ الأخمينيين. وهذا نسبهم مأخوذا من الشاهنامه:

## الكيانيون
- كيقباد من نسل فريدون
- كيكاوس بن كيقباد.
- كيبشين بن كيقباد.
- كيارش بن كيقباد.
- كيارمين بن كيقباد.
- سياوش بن كيكاووس.
- كيخسرو بن سياوش وامه فرنجيس بنت أفراسياب
- لهراسب من نسل بشنك
- كاشتاسب بن لهراسب
- زرير بن لهراسب
- إسفنديار بن كشتاسب وامه كتايون بنت قيصر الروم
- بهمن بن اسفنديار
- ساسان بن بهمن
- هماي بنت بهمن أبوها
- داراب
- دارا بن دارب

كيقباد هو أوّل الكيانيين. ولا تذكر الشاهنامه في نسبه إلا أنه من ذرّية أفريدون. وكتب أخرى تجعل نوذر جدّه الثالث. وفي بندهش أنه نُبذ بعد ولادته فعثر عليه أُزاف (زاب أو زوّ) وتبناه.
و اسمه في الأفستا كقى كقاته.